# Kevin Vogt
Kevin Vogt (sinh 23 /9/ 1991) là tiền vệ, trung vệ người Đức hiện đang chơi cho 1899 Hoffenheim.